# Krisztina Kerekes
Krisztina Kerekes (* 1978 in Sfântu Gheorghe, Rumänien) ist eine in Österreich ungarischer Abstammung lebende Kamerafrau, Dokumentarfilmerin, Drehbuchautorin und Regisseurin.

## Leben
Krisztina Kerekes wurde 1978 in Rumänien geboren und lebt seit mehreren Jahren in Österreich. Sie studierte Bildtechnik und Kamera an der Universität für Musik und darstellende Kunst Wien, Abteilung Film und Fernsehen, bei Christian Berger sowie an der Filmuniversität Babelsberg Konrad Wolf in Deutschland.
Seit 2005 arbeitet Kerekes als Kamerafrau für Dokumentar- und Spielfilme im In- und Ausland. Neben ihrer Tätigkeit als Director of Photography ist sie regelmäßig auch als Drehbuchautorin und Regisseurin tätig, insbesondere im Bereich dokumentarischer Kino- und Fernsehproduktionen.
Im Jahr 2009 erhielt sie das START-Stipendium für Filmkunst des österreichischen Bundesministeriums für Unterricht, Kunst und Kultur. 2014 folgte ein Film-Auslandsstipendium des Landes Steiermark, das mit einem Arbeitsaufenthalt in Bukarest verbunden war. 2019 wurde sie gemeinsam mit Karin Berghammer mit dem Franz-Grabner-Preis in der Kategorie TV-Dokumentarfilm für Leben für den Tod – Menschen am Zentralfriedhof ausgezeichnet. Sie war Teilnehmerin des Förderprogramms Berlinale Talents der Berlinale und ist Vorstandsmitglied der feministischen Filmorganisation FC Gloria – Frauen Vernetzung Film.

## Filmografie (Auswahl)
- 2023: Taxi Taxi – (Dokumentarfilm) – Regie und Drehbuch[8][9][10]
- 2018: Leben für den Tod – Menschen am Zentralfriedhof – (TV-Dokumentarfilm) – Regie: Krisztina Kerekes und Karin Berghammer
- 2012: Spur – (Dokumentarfilm) – Regie und Produktion[11]

## Auszeichnungen
- 2019: Franz-Grabner-Preis in der Kategorie TV-Dokumentarfilm (gemeinsam mit Karin Berghammer) für Leben für den Tod – Menschen am Zentralfriedhof[12]
- 2009: START-Stipendium für Filmkunst des bmu:kk[13]
- 2014: Film-Auslandsstipendium des Landes Steiermark (Residency in Bukarest)